# DC Defenders
| DC Defenders                                                                                  | DC Defenders                                                      |
| Gegründet 2018 Spielen in Washington, D.C.                                                    | Gegründet 2018 Spielen in Washington, D.C.                        |
| --------------------------------------------------------------------------------------------- | ----------------------------------------------------------------- |
| \| \| \| \| \| Logo \|                                                                        |                                                                   |
| Liga                                                                                          |                                                                   |
| - XFL (2020–2023) East Division (2020) North Division (2023) - UFL (seit 2024) XFL Conference |                                                                   |
| Personal                                                                                      |                                                                   |
| Besitzer                                                                                      | Alpha Acquico, LLC (RedBird Capital, Dwayne Johnson, Dany Garcia) |
| Head Coach                                                                                    | Reggie Barlow                                                     |
| Teamgeschichte                                                                                |                                                                   |
| Teamnamen                                                                                     | DC Defenders (seit 2020)                                          |
| Erfolge                                                                                       |                                                                   |
| Meisterschaften (0)                                                                           |                                                                   |
| Division-Siege (1) XFL North 2023                                                             |                                                                   |
| Play-off-Teilnahmen (1) XFL 2023                                                              |                                                                   |
| Stadien                                                                                       |                                                                   |
| Audi Field (seit 2020)                                                                        |                                                                   |
|                                                                                               |                                                                   |
|                                                                                               | Logo                                                              |

Die DC Defenders sind eine American-Football-Mannschaft aus Washington, D.C. Sie spielen in der United Football League (UFL).
Die Defender wurden 2020 als Team der wieder gegründeten XFL ins Leben gerufen. Diese ging 2024 in der UFL auf. Die Defenders tragen ihre Heimspiele im Audi Field aus, dem Fußballstadion des MLS-Teams D.C. United. Mit 20.000 Sitzplätzen ist das Audi Field das kleinste Stadion der UFL.

## Geschichte

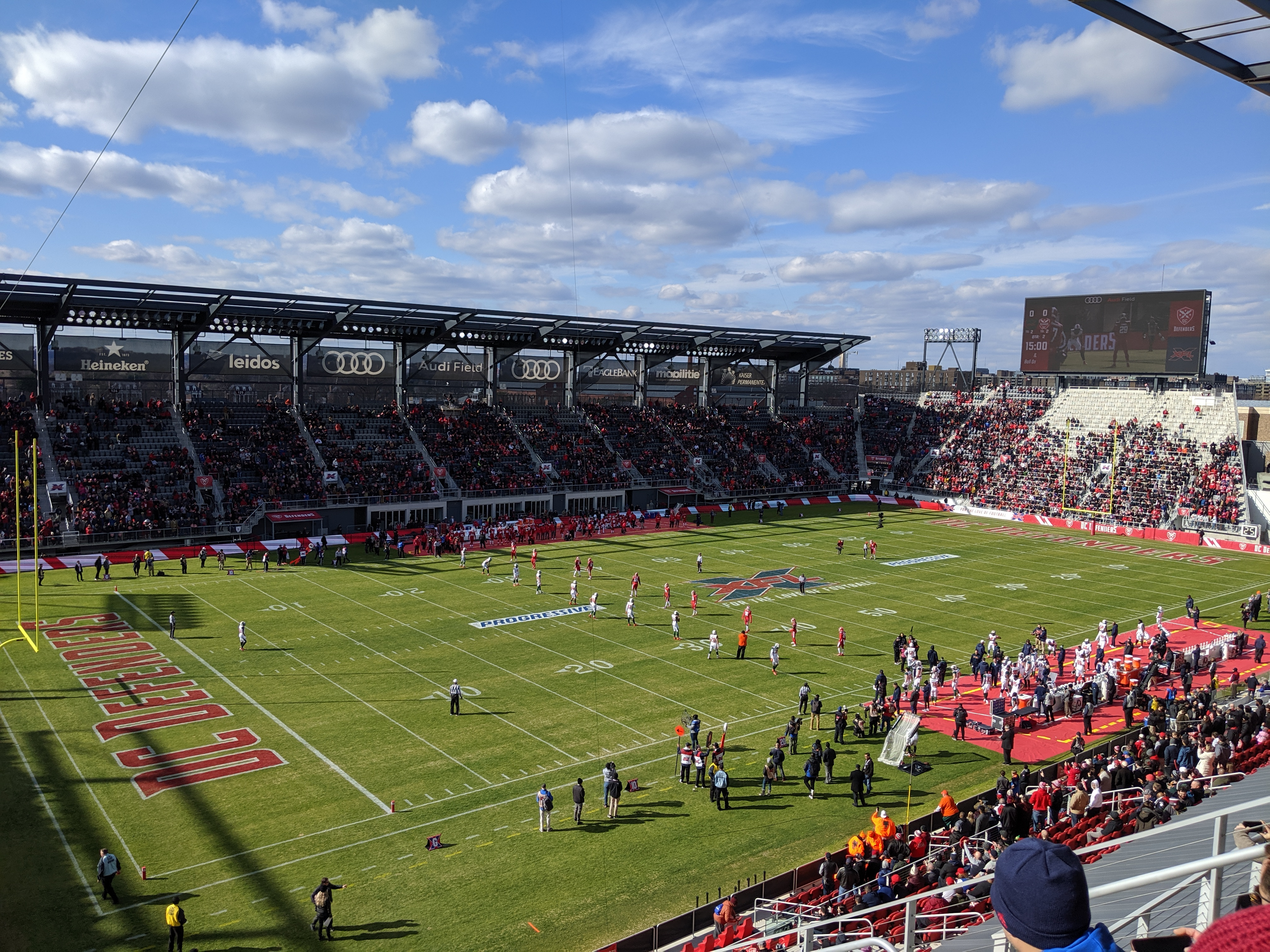
Erster XFL Kickoff der Geschichte gegen die Seattle Dragons im Audi Field.

### Saison 2020
Zusammen mit New York City, Dallas, Houston, Los Angeles, Seattle, St. Louis und Tampa Bay gehört Washington, D.C. zu den Gründungsstädten der XFL.
Am 21. Februar 2019 stellte das Team Pep Hamilton, der zuletzt Assistenztrainer der Michigan Wolverines war, als ersten Head Coach ein. Hamilton ist Absolvent der Howard University und war XFL-Comissioner Oliver Luck durch Hamiltons Arbeit mit Lucks Sohn, dem ehemaligen NFL-Quarterback Andrew Luck, bekannt.
Am 8. Februar 2020 gewannen die Defenders das erste Spiel in der neuen XFL mit 31:19 gegen die Seattle Dragons. Am 15. Februar 2020 schlugen die Defenders die New York Guardians mit 27:0, dem ersten Spiel zu Null in der Geschichte der neugegründeten Spielklasse.
Defenders-Fans haben die Tradition aufgegriffen, „Beer Snakes“ aus leeren Bierbechern zusammenzusetzen. Die beim Spiel am 8. März konstruierte Schlange überspannte mehrere Reihen und sogar Commissioner Oliver Luck trug mit einem Becher dazu bei.

### Saison 2023
Nach der Insolvenz, dem Eigentümerwechsel und der organisatorischen Umgestaltung der XFL spielten die Defenders ab der neuen Saison 2023 in der North Division. Abgesehen davon sind sie eines von drei Teams, das nicht umgezogen ist, umbenannt wurde oder sich auflöst.
Nach einer fast perfekten Saison mit nur einer Niederlage in zehn Spielen belegte DC den ersten Platz in ihrer Division und erhielt damit das Heimrecht im Divisionsfinale gegen die Seattle Sea Dragons. Mit einem 37:21-Sieg qualifizierten sie sich anschließend für die Teilnahme am Championship Game, in dem der Gegner die Arlington Renegades waren. Am 13. Mai verloren sie allerdings mit 26:35 das erste Finale der neuen XFL-Geschichte.

## Statistik

### Spielzeiten
| Saison | Liga  | Division/Conference | Platz | Spiele | S  | N | SQ    | P+  | P−  | Diff | Playoffs                                    |
| ------ | ----- | ------------------- | ----- | ------ | -- | - | ----- | --- | --- | ---- | ------------------------------------------- |
| 2020   | XFL   | West Division       | (1.)  | 5      | 3  | 2 | 0,600 | 82  | 89  | –7   | (Saison abgebrochen)                        |
| 2023   | XFL   | North Division      | 1.    | 10     | 9  | 1 | 0,900 | 298 | 240 | +58  | DF: 37:21 vs Seattle CG: 26:35 vs Arlington |
| 2024   | UFL   | XFL Conference      | 3.    | 10     | 4  | 6 | 0,400 | 209 | 251 | –42  | –                                           |
| 2025   | UFL   | XFL Conference      |       |        |    |   |       |     |     |      |                                             |
| Summe  | Summe | Summe               | Summe | 25     | 16 | 9 | 0,640 | 589 | 580 | +8   | 1 Sieg – 1 Niederlage                       |